# Жупанівська сільська рада (Коростенський район)
Жупанівська сільська рада — колишня адміністративно-територіальна одиниця та орган місцевого самоврядування у Коростенському (Ушомирському) районі і Коростенській міській раді Коростенської і Волинської округ, Київської та Житомирської областей Української РСР з адміністративним центром у селі Жупанівка.

## Населені пункти
Сільській раді на час ліквідації були підпорядковані населені пункти:
- с. Жупанівка
- с. Піски

## Населення
У 1926 році чисельність населення сільської ради становила 643 особи, у 1931 році — 753 особи.

## Історія та адміністративний устрій
Створена 8 вересня 1925 року, як польська національна, в складі сіл с. Жупанівка та Піски Березівської сільської ради Ушомирського (згодом — Коростенський) району Коростенської округи. На 17 грудня 1926 року на обліку числяться хутори Липницька Гора та Некраші, котрі, станом на 1 жовтня 1941 року, не перебувають на обліку населених пунктів.
1 червня 1935 року, відповідно до постанови Президії ЦВК УСРР «Про порядок організації органів радянської влади в новоутворених округах», внаслідок розформування Коростенського району, сільську раду включено до складу Коростенської міської ради Київської області. 28 лютого 1940 року, відповідно до указу Президії Верховної ради УРСР «Про утворення Коростенського сільського району Житомирської області», сільська рада увійшла до складу відновленого Коростенського району Житомирської області.
Станом на 1 вересня 1946 року сільська рада входила до складу Коростенського району Житомирської області, на обліку в раді перебували села Жупанівка та Піски.
Ліквідована 11 серпня 1954 року, відповідно до указу Президії Верховної ради УРСР «Про укрупнення сільських рад по Житомирській області», територію та населені пункти приєднано до складу Горщиківської сільської ради Коростенського району Житомирської області.